# Нильссон, Лукас
Лукас Нильссон (швед. Lukas Nilsson; род. 16 октября 1996 года, Истад) — шведский гандболист, выступает за немецкий клуб «Райн-Неккар Лёвен» и сборную Швеции.

## Карьера

#### Клубная
Лукас Нильссон воспитанник клуба ГК Истад. В 2013 году Нильссон стал выступать за шведский клуб ГК Истад. 20 января 2016 года Лукас Нильссон заключил трёхлетний контракт с клубом ГК Киль. Контракт Нильссона вступает в силу 1 июля 2016 года.

#### В сборной
Лукас Нильссон выступает за сборную Швеции. За сборную Швеции Лукас Нильссон сыграл 18 матчей и забросил 53 мячей. Лукас Нильссон выступал на чемпионате Европы 2016, Олимпийских игр 2016, чемпионата Мира 2017.

## Награды
- Серебряный призёр чемпионата Европы: 2018
- Победитель Кубка ЕГФ: 2019

## Статистика
Статистика Лукаса Нильссона сезона 2018/19 указана на 13.6.2018
| Сезон   | Клуб    | Лига       | Матчи | Голы   | Голы   | Голы  |
| Сезон   | Клуб    | Лига       | Матчи | С игры | 7-метр | Всего |
| ------- | ------- | ---------- | ----- | ------ | ------ | ----- |
| 2016/17 | ГК Киль | Бундеслига | 34    | 77     | 0      | 77    |
| 2017/18 | ГК Киль | Бундеслига | 34    | 110    | 0      | 110   |
| 2018/19 | ГК Киль | Бундеслига | 33    | 100    | 0      | 100   |